# 張鳳九

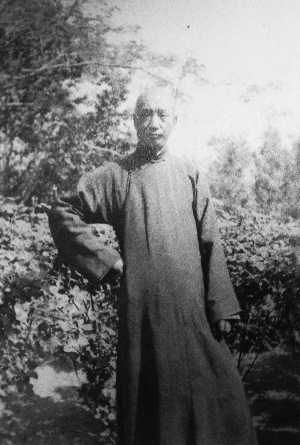
张凤九

张凤九（1882年—1947年）新疆迪化人，中华民国政治人物。

## 生平
张凤九生于新疆迪化（今乌鲁木齐）的一个富裕的大户人家。父亲张福兴经商。张凤九早年考入新疆法政学校。在校期间，因组织反清秘密团体，并剪去辫子，学校勒令其退学。1911年辛亥革命爆发后，张凤九等人策划在迪化举行起义，遭清朝新疆巡抚袁大化追捕，张凤九徒步入嘉峪关，至开封，在中国同盟会主办的《自由报》任主笔。1912年，张凤九当选为中华民国第一届国会众议院候补议员。
1912年3月，袁世凯就任临时大总统，任命表弟张镇芳为河南都督。《自由报》发表《诘问张镇芳》、《痛斥张镇芳之荒谬绝伦》等文，张镇芳多次勒令该报停刊，但都无效果。1913年8月，该报主编贾侠飞在北京遇害。张凤九逃到德国租借地青岛，大约在此居住了半年时间。
1917年，张凤九南下广州参加孙中山领导的护法运动，任护法国会众议院议员。1924年，中国国民党第一次全国代表大会召开，张凤九作为唯一的新疆代表参加。1925年1月，孙中山患肝癌入住北京协和医院，张凤九在其左右，3月12日孙中山病逝。
1927年，蒋介石在南京成立国民政府，任命张凤九为新疆省政府驻京办事处处长，在南京杨将军巷（今碑亭巷）办公。张凤九在新疆省政府与南京国民政府之间协调。此外，在他和傅作义推动下，新疆人朱醇、经营长途汽车公司的山东人杨少农共同在天津组建了“绥新长途汽车公司”，以在绥远和新疆之间建立长途汽车运输。他还曾在南京举办过一次新疆物产展，展出和田玉、毛皮、地毯等等新疆特产。1928年11月起，张凤九历任国民政府立法院第一、二、三、四届立法委员。
1931年九一八事变发生，1932年上海一·二八事变发生。身为立法委员的张凤九和一批将领及爱国人士共同呼吁抗日。抗日战争爆发后，张凤九先后经汉口、西安，最终到达重庆，张凤九和妻子、孩子分别了8年多。
1945年8月日本投降。1946年5月，张凤九随国民政府还都南京，在上海的妻子携儿子赴南京同张凤九重聚。1946年11月，张凤九当选为制宪国民大会代表，并任立法院宪法法规委员会委员。
1947年3月22日，张凤九在南京突发脑溢血，当晚病逝。
民国三十六年（1947年）3月24日的《中央日报》刊登了张凤九的讣告，治丧委员会成员有孙科、于右任、戴季陶、邵力子等人，追悼会在南京中山南路中国殡仪馆举行。

## 荣誉
- 三等景星勋章（1946年1月1日批准[3]）